# فاکس چیس (کنتاکی)
فاکس چیس (به انگلیسی: Fox Chase) شهری در ایالت کنتاکی کشور ایالات متحده آمریکا است که جمعیت آن در سرشماری سال ۲۰۱۰ میلادی، ۴۴۷ نفر بوده‌است.